# 天鷹座24
天鷹座24，又名BD+00 4170，HD 181053、SAO 124492、HR 7321，是天鷹座的一颗恒星，视星等为6.41，位于銀經36.37，銀緯-5.94，其B1900.0坐标为赤經19h 13m 44s，赤緯+0° -5.94′ 24″。